# Jennie Collins
Jennie Collins   (1828 - Brookline, 20 de juliol de 1887) fou una sindicalista i sufragista estatunidenca. Òrfena des que era una xiqueta, als 14 anys treballava a les fàbriques de cotó, i més tard com a empleada domèstica i costurera. Participà activament en el moviment abolicionista contra l'esclavisme i en el laboral; fou voluntària en hospitals militars durant la Guerra Civil i fundà una organització benèfica per a dones treballadores pobres a Boston. Al 1870, a petició de Susan B. Anthony, es va dirigir a la convenció de l'Associació Nacional de Sufragi de Dones a Washington. L'any següent, fou una de les primeres dones obreres dels Estats Units que publicà una obra: Nature's Aristocracy o Batalles i ferides en temps de pau. Una súplica per als oprimits.

## Biografia

### Infància i joventut
Collins nasqué a Amoskeag, Nou Hampshire (ara part de Manchester), el 1828. Òrfena, la va criar la seua iaia, quàquera, que va morir quan tenia 14 anys. Sola, treballà un temps en les fàbriques de cotó de Lawrence i Lowell, després com a empleada domèstica a la casa del jutge John Lowell a Boston. Del 1861 al 1870 treballà fabricant armilles per a Macullar, Williams & Parker: els propietaris d'aquesta marca més tard l'ajudaren a finançar els seus esforços filantròpics. Mentre treballava a Boston, estudiava de nit història i política, i fou professora d'història en l'Església de la Unitat. Collins era admiradora del ministre unitari Theodore Parker, que era predicador a Boston. També estava profundament interessada en l'espiritisme, un moviment religiós vinculat al treball i als drets de les dones.
Collins fou una oberta opositora de l'esclavitud, com ho era Parker. Durant la Guerra Civil, fou voluntària en hospitals militars, ensenyà als fills dels soldats i organitzà un grup de dones per fer obres de caritat per als soldats de la Unió en el seu temps de lleure.

### Activisme
Quan encara treballava com a fabricant d'armilles, Collins començà a interessar-se per temes laborals i feministes, i feu campanya per a candidats polítics. En un acte, en el qual era l'única dona oradora, parlà en defensa d'Ulysses S. Grant, Charles Sumner i William Claflin. Va fer el seu primer discurs públic important al 1868, al Washington Hall, pels drets de les dones. Va abordar el tema des d'una perspectiva distintiva de la classe obrera, com Margaret Foley faria dècades després. Aquell mateix any, parlà en la conferència d'organització de les Filles de St. Crispin, el primer sindicat nacional de dones dels Estats Units. La seua reputació augmentà i esdevingué una de les principals oradores de Boston en temes com la reforma del treball infantil, el dia de vuit hores i millors salaris i condicions laborals per a les dones. Al 1869 entrà en la National Labor Reform League i ajudà a organitzar la Boston Working Women's League.
A la tardor del 1869 parlà per recolzar els obrers en vaga en el Cocheco Mill, a Dover, Nou Hampshire. En un acte, es va dirigir a milers de persones a Huntington Hall, a Lowell, per fer un boicot: "Les obreres usarem vestits de fulla de figuera abans de patrocinar la Companyia de Cocheco". El seu discurs atragué l'atenció de la sufragista Susan B. Anthony, que convidà Collins a parlar en la convenció del 1870 de l'Associació Nacional de Sufragi de Dones. El seu discurs en el Union League Hall a Washington fou un "èxit rotund". Un observador va escriure més tard que Collins "narra les seues històries amb un tint tan tendre i natural que pocs ulls estan secs durant els seus discursos".

### Boffin's Bower

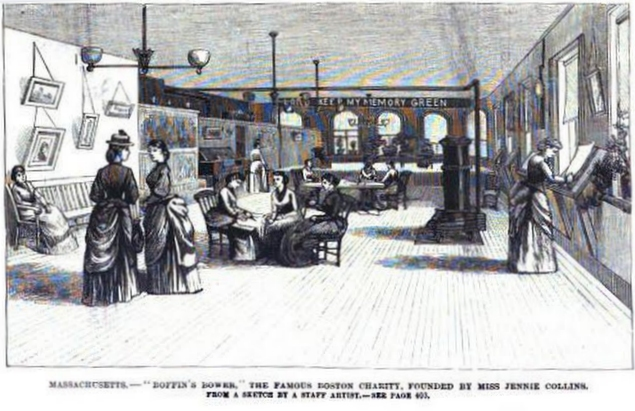
Representació artística de Boffin's Bower. Periòdic il·lustrat de Frank Leslie, 1887

A l'estiu del 1870, amb el suport dels líders empresarials de la zona, Collins va obrir Boffin's Bower, un centre social per a dones obreres. El seu nom prové de la novel·la de Dickens, El nostre amic mutu. Com Collins explicava: "Si l'hagués anomenat Seu de Dones Treballadores, o amb un nom semblant, no hauria cridat l'atenció. Però en col·locar el rètol Boffin's Bower tots corregueren a veure quin lloc era. Vaig fer molts coneguts i amics d'aquesta manera, i vaig rebre una gran ajuda". Boffin's Bower començà modestament com una sala d'estar amb un piano, i s'amplià amb una sala de lectura amb llibres i diaris, i un taller amb màquines de cosir. El Bower va proporcionar menjar i roba als necessitats, i allotjament temporal a un petit nombre de dones sense llar. Amb les seues connexions amb empreses locals, Collins ajudà centenars de dones a trobar treball, entre elles, les primeres empleades de l'oficina de correus de Boston. En ocasions especials, organitzava activitats d'oci; hi havia sopars de Nadal, lectures còmiques, actuacions musicals i conferències.
Collins sabia que el treball caritatiu no podia eliminar les causes de la pobresa. En un moment, intentà obrir una "escola de cuina", i el 1871 demanà ajuda a la legislatura estatal per a establir una Associació de Dones Joves Aprenentes per a proporcionar capacitació laboral a treballadores no qualificades. A través de la Lliga de Dones Treballadores, ella i Aurora Phelps intentaren crear una associació de dones anomenada "Aurora" a la zona rural de Massachusetts, però no van poder reunir-hi prou de capital. Al 1872, el gran incendi de Boston va destruir 65 acres del centre de Boston. Centenars de dones que havien perdut el treball, i en alguns casos també les llars, van acudir en massa al Bower cercant ajuda.
Per a recaptar fons per al Boffin's Bower, Collins feu conferències pagades i organitzà una fira anual. També hi contribuí amb alguns guanys del seu llibre, Nature's Aristocracy, editat per Russell Conwell i publicat al 1871. L'obra és una col·lecció d'esbossos autobiogràfics, polèmiques i vinyetes fictícies, vagament centrades en l'argument que la societat americana s'havia desviat dels ideals consagrats en la Constitució, creant una aristocràcia corrupta i nivells perillosos de desigualtat social.
Malgrat la seua manca d'educació formal, i sembla que inspirada en escriptors obrers com Lucy Larcom i Dickens, Collins desitjava una carrera literària que mai es va materialitzar. Els seus informes anuals sobre Boffin's Bower, però, foren àmpliament llegits i cridaren l'atenció sobre les necessitats d'aquells als quals anomenava "els pobres accidentals": aquells que havien treballat dur però no podien mantenir-se en la malaltia o la vellesa, i que no havien obtingut ajuda d'institucions de caritat perquè no havien estat "capacitats com a mendicants". Ella va escriure sobre la difícil situació de les mares treballadores que no tenien accés a una cura infantil assequible, les dones a les quals se'ls pagava un salari de fam i les nenes a les quals se les enganyava. El 1874, l'Oficina Estatal d'Estadístiques Laborals li demanà l'opinió per a un informe sobre les dones treballadores de Boston.

Mai no es va casar. Els seus contemporanis la solien descriure en termes oposats: poc refinada i lluitadora, intel·ligent, enginyosa i de bon cor. La descripció d'un reporter en el Sagrament Daily Union és típica: 
Una figura petita, prima, angular i nerviosa, molt més allà de la flor de la joventut, menyspreant totes les pretensions dels convencionalismes de la societat o la tribuna, és preeminentment un exponent de les dones treballadores de Nova Anglaterra. 

### Darrers anys
Malgrat sofrir asma, Collins fou activa fins al final de la seua vida. Va col·laborar prolíficament en diaris i revistes, a més de publicar informes anuals per a Boffin's Bower. Durant els darrers anys, visqué a la casa d'una amiga vídua anomenada Eveline J. Pillsbury i el germà de Pillsbury. Al 1887, va morir de tuberulosi a la casa d'un amic a Brookline. La seua làpida al cementeri de Walnut Hills diu: "Jennie Collins, amiga de les treballadores i fundadora del Boffin's Bower. Va morir el 20 de juliol del 1887, a l'edat de 59 anys".

## Llegat
Bower de Boffin fou anterior a South End House, considerada la primera casa del moviment settlement de Boston, quasi per dues dècades. Encara que Boffin's Bower exercia funcions d'una casa d'acolliment, no la dirigia gent de classe superior amb educació universitària que intentaren estudiar els problemes dels treballadors pobres, sinó una dona obrera familiaritzada amb la pobresa. Després de la mort de Collins, una organització benèfica de dones anomenada Helping Hand Society es feu càrrec de Boffin's Bower, i hi obrí una casa d'hostes de baix lloguer per a xiquetes treballadores a Carver Street (ara Charles Street South), prop de la Unió Educativa i Industrial de Dones.
La Universitat de Nebraska publicà una nova edició de Nature's Aristocracy al 2010. En la introducció, la historiadora Judith Ranta diu: "és el primer intent d'una autora estatunidenca de qualsevol origen o gènere de produir una visió general de la vida de la classe obrera".
Jennie Collins i Boffin's Bower es recorden al Boston Heritage Heritage Trail.

## Articles
- Nature's Aristocracy; Or, Battles and Wounds in Time of Peace. A Plea for the Oppressed.  Lee & Shepard, 1871.
- A Plan for Future Work, in Behalf of the Working Women.  G. L. Keyes, 1872.
- «New England Factories». , 13-01-1870. Arxivat 2023-05-08 a Wayback Machine.